# Lioberus castaneus
Lioberus castaneus är en musselart som först beskrevs av Thomas Say 1822.  Lioberus castaneus ingår i släktet Lioberus och familjen blåmusslor. Inga underarter finns listade i Catalogue of Life.